# برجک (بردسکن)
برجک نام روستایی از توابع بخش انابد شهرستان بردسکن در استان خراسان رضوی است. این روستا در دهستان صحرا قرار دارد و براساس سرشماری سال ۱۳۸۵ جمعیت آن ۳۴۰ نفر (۱۱۸ خانوار) بوده است.